# Eidsberg (przystanek kolejowy)
Eidsberg – kolejowy przystanek osobowy w Eidsberg, w regionie Østfold w Norwegii, jest oddalony od Oslo Sentralstasjon o 68,63 km i 44,21 km od Ski. Jest położony na wysokości 152,8 m n.p.m.

## Ruch pasażerski
Należy do linii Østfoldbanens østre linje. Jest elementem - kolei aglomeracyjnej w Oslo - w systemie SKM ma numer 560. Obsługuje Rakkestad, Mysen, Ski i Oslo Sentralstasjon i Skøyen. Pociągi odjeżdżają co godzinę. Jest to ich jedyne miejsce zatrzymania między Oslo i Ski.

## Obsługa pasażerów
Wiata, parking na 15 miejsc.